# Cyclo-cross de Karrantza
El Cyclo-cross de Karrantza es una carrera ciclista de ciclocrós española que se disputa en la localidad vizcaína de Carranza, el último domingo del mes de octubre o el primero de septiembre.
Se creó en 2003 como amateur y desde 2010 es profesional -excepto en 2013- dentro de la categoría C2 (última categoría del profesionalismo). A pesar de ello la han seguido dominando corredores españoles. Al igual que en la mayoría de pruebas de ciclocrós se disputan pruebas para diferentes categorías destacando el hecho de que la femenina subió al profesionalismo en el 2015, al igual que la prueba masculina dentro de la categoría C2 (última categoría del profesionalismo).

## Palmarés

### Masculino
En amarillo: edición amateur.
| Año  | Ganador                  | Segundo                   | Tercero                   |
| ---- | ------------------------ | ------------------------- | ------------------------- |
| 2003 | Haitz Ortiz              | Sem Mújika                | Fernando Fernández        |
| 2004 | David Seco               | José Antonio Diez Arriola | Ismael Esteban            |
| 2005 | David Seco               | José Antonio Diez Arriola | Santiago Armero           |
| 2006 | Unai Yus                 | José Antonio Diez Arriola | Erlantz Uriarte           |
| 2007 | Javier Ruiz de Larrinaga | David Seco                | Unai Yus                  |
| 2008 | Javier Ruiz de Larrinaga | Isaac Suárez              | José Antonio Diez Arriola |
| 2009 | Isaac Suárez             | ?                         | ?                         |
| 2010 | Egoitz Murgoitio         | Isaac Suárez              | Erlantz Uriarte           |
| 2011 | Egoitz Murgoitio         | Javier Ruiz de Larrinaga  | Bart Hofman               |
| 2012 | Aitor Hernández          | Javier Ruiz de Larrinaga  | Flavien Dassonville       |
| 2013 | Aitor Hernández          | Javier Ruiz de Larrinaga  | Aketza Peña               |
| 2014 | Aitor Hernández          | Javier Ruiz de Larrinaga  | Kevin Suárez              |
| 2015 | Aitor Hernández          | Felipe Orts               | Kevin Suárez              |
| 2016 | Javier Ruiz de Larrinaga | Ismael Esteban            | Felipe Orts               |
| 2017 | Vincent Baestaens        | Felipe Orts               | Aitor Hernández           |
| 2018 | Ismael Esteban           | Felipe Orts               | Kevin Suárez              |
| 2019 | Kevin Suárez             | Ismael Esteban            | Dieter Vanthourenhout     |
| 2021 | David van der Poel       | Lander Loockx             | Kevin Suárez              |
| 2022 | Kevin Suárez             | Anton Ferdinande          | Cyprien Gilles            |
| 2023 | Gonzalo Inguanzo         | Mario Junquera            | Raul Mira                 |
| 2024 | Kevin Suárez             | Miguel Rodríguez Novoa    | Mario Junquera            |

### Femenino
Solo ediciones profesionales.
| Año  | Ganadora        | Segunda                | Tercera                |
| ---- | --------------- | ---------------------- | ---------------------- |
| 2012 | Lucía González  | Olatz Odriozola        | Mercè Pacios           |
| 2013 | Olatz Odriozola | Isabel Castro          | Maite Murgia           |
| 2014 | Alicia González | Rocío Gamonal          | Lucía González         |
| 2015 | Lucía González  | Aida Nuño              | Alicia González        |
| 2016 | Aida Nuño       | Alicia González        | Lucía González         |
| 2017 | Lucía González  | Aida Nuño              | Natalie Redmond        |
| 2018 | Lucía González  | Aida Nuño              | Lily Williams          |
| 2019 | Aida Nuño       | Lucía González         | Sandra Trevilla        |
| 2021 | Lucía González  | Aida Nuño              | Anais Morichon         |
| 2022 | Manon Bakker    | Lucía González         | Sofía Rodríguez Revert |
| 2023 | Irene Trabazo   | Alicia González        | Gwennig Le Dantec      |
| 2024 | Lucía González  | Sofía Rodríguez Revert | Sara Cueto             |

## Palmarés por países
| País         | Victorias |
| ------------ | --------- |
| España       | 19        |
| Bélgica      | 1         |
| Países Bajos | 1         |

| País         | Victorias |
| ------------ | --------- |
| España       | 8         |
| Países Bajos | 1         |